# Acadèmia General de l'Aire i de l'Espai
L'Acadèmia General de l'Aire i de l'Espai (AGA) de l'Exèrcit de l'Aire i de l'Espai d'Espanya és una acadèmia militar destinada a la formació dels futurs oficials de les forces aèries espanyoles, situada a San Javier, a la Regió de Múrcia. Aquesta institució té dependència operativa del Comandament de Personal de l'Exèrcit de l'Aire (MAPER) i dependència orgànica del Comandament Aeri General (MAGEN).

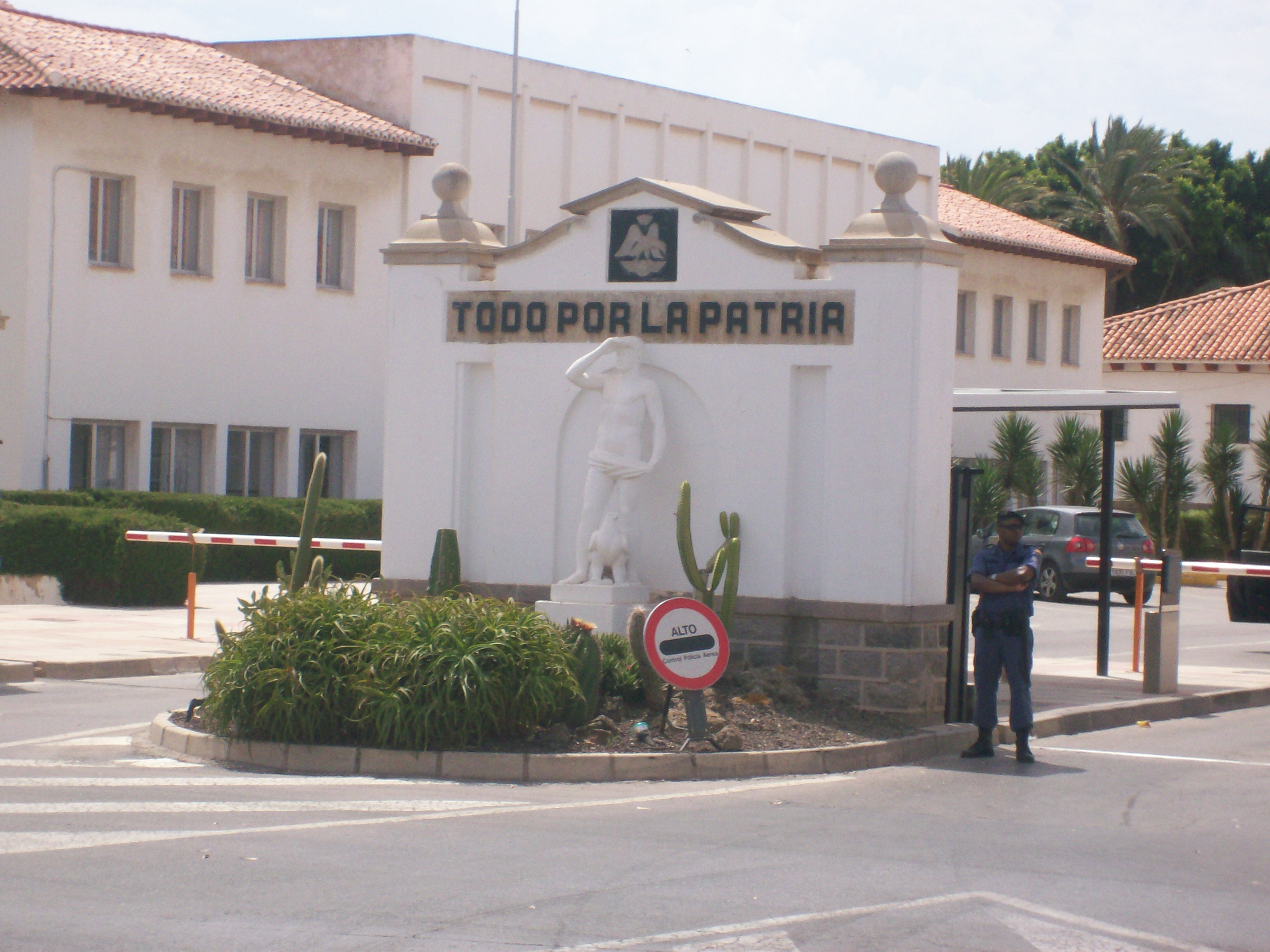
Control d'accés a l'Acadèmia General de l'Aire, situada al carrer Maestre de Santiago de la Ribera.

## Història
El seu origen es remunta a 1926, quan es va crear una base aeronaval a Santiago de la Ribera per protegir estratègicament la flota establerta en el port de Cartagena. Originalment, aquestes instal·lacions albergaven les escoles i altres dependències de l'Aeronàutica naval. La majoria dels edificis de l'Acadèmia corresponen a aquesta època en què van pertànyer a la Marina de Guerra.
El 8 d'agost de 1939, acabada la Guerra civil, es va promulgar la llei que va crear el Ministeri del Aire, i el seu primer titular, Juan Yagüe Blanco, fou nomenat per Decret de l'endemà. Poc després, la llei de 7 d'octubre de 1939 creà l'Exèrcit de l'Aire. El 2022 es produeix un canvi de nom i va passar a anomena-se Exèrcit de l'Aire i de l'Espai. Al març de 2025 l'acadèmia adopta també el nou nom i passa a denominar-se "Acadèmia General de l'Aire i de l'Espai".
Originalment es va decidir situar la seu de l'Acadèmia en l'avui desapareguda base aèria d'Alcalá de Henares (Madrid).
En 1943, la base aèria de San Javier es va convertir en seu de l'Acadèmia General de l'Aire, amb la funció de formar als futurs oficials en els aspectes militar, aeronàutic, cultural i físic. La primera promoció va començar els seus estudis en 1945. La Llei 17/89, de 19 de juliol, Reguladora del Règim del Personal Militar Professional, va permetre la primera promoció de l'Escala d'Oficials en 1990.
Des de 1945, han cursat els seus estudis en la mateixa més de 6.000 alumnes. En l'actualitat els alumnes, en acabar la seva formació, aconsegueixen el grau de tinent o alferes. El total d'hores de vol desenvolupades fins a 2008 va ser de més de 750.000.
L'AGA és també la seu la de Patrulla Águila, el grup de vol acrobàtic de l'Exèrcit de l'Aire i de l'Espai.

## Aeronaus de l'Acadèmia
- CASA C-101 Aviojet
- ENAER T-35 Pillán

## Divises d'Alumnes de l'AGA
|                      |                      |                      |
| Alferes Alumne de 5è | Alferes Alumne de 4t | Alferes Alumne de 3r |

|                                      |             |             |
| Cadet de 3r (asignaturas pendientes) | Cadet de 2n | Cadet de 1r |

|              |              |
| Galonista 1r | Galonista 2n |